# 奈杰尔·哈曼

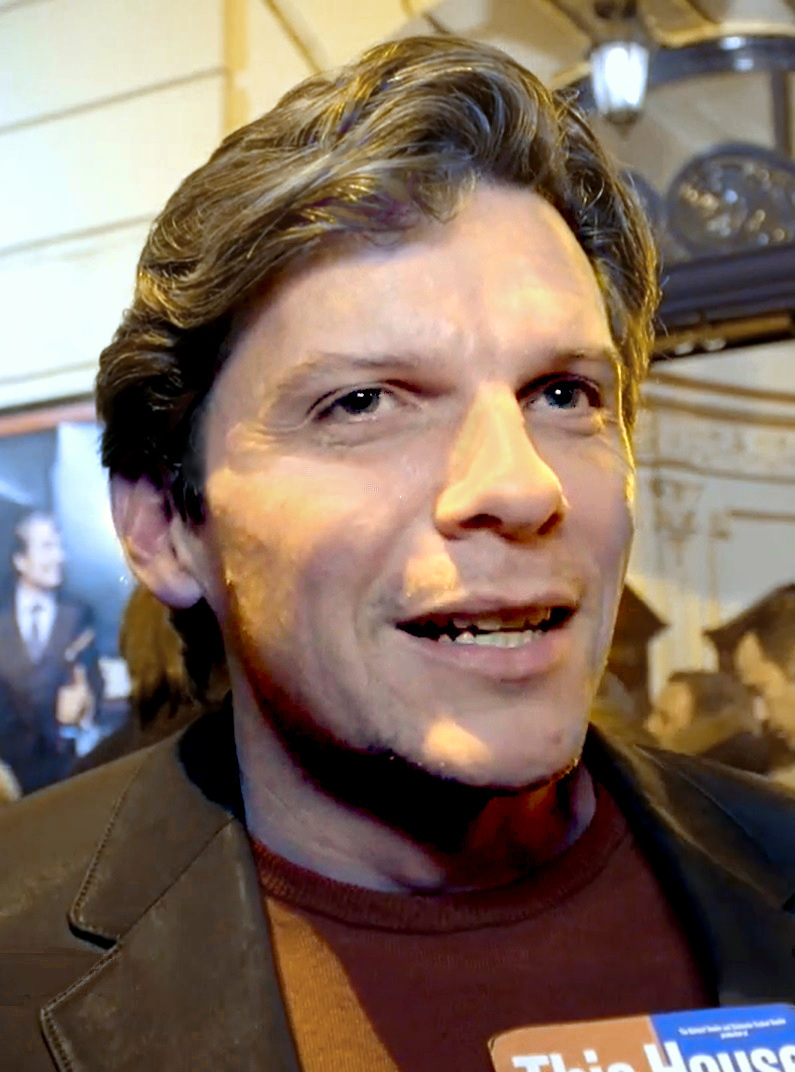
Nigel Harman 奈杰爾·哈曼 (2016)

奈杰爾·哈曼（Nigel Harman，1973年8月11日—）是英國的一位演員。他最著名的作品是BBC肥皂劇東區人中的Dennis Rickman角色。他也出演過唐頓莊園等影集。

## 外部連結
- Nigel Harman在互联网电影资料库（IMDb）上的資料（英文）
- Nigel Harman-The Website
- Nigel Harman talks about The X Factor musical-I Can't Sing（页面存档备份，存于）